# Birmingham and Fazeley Canal
Birmingham and Fazeley Canal är en kanal i Storbritannien.   Den ligger i riksdelen England, i den södra delen av landet, 160 km nordväst om huvudstaden London.